# Мьондален ИФ
Мьондален Идретсфоренинг (на норвежки: Mjøndalen Idrettsforening) е норвежки футболен клуб, базиран в едноименния град Мьондален. Състезава се във второто ниво на норвежкия футбол Адеколиген. Играе мачовете си на стадион Недре Айкер.

## Успехи
- Носител на купата на Норвегия през 1933, 1934 и 1937 г.

## Европейски турнири
Участвал е в турнирите за купата на УЕФА през 1969 – 70, 1977 – 78 и 1987 – 88 г.